# Biserica de lemn din Costești Grușetu

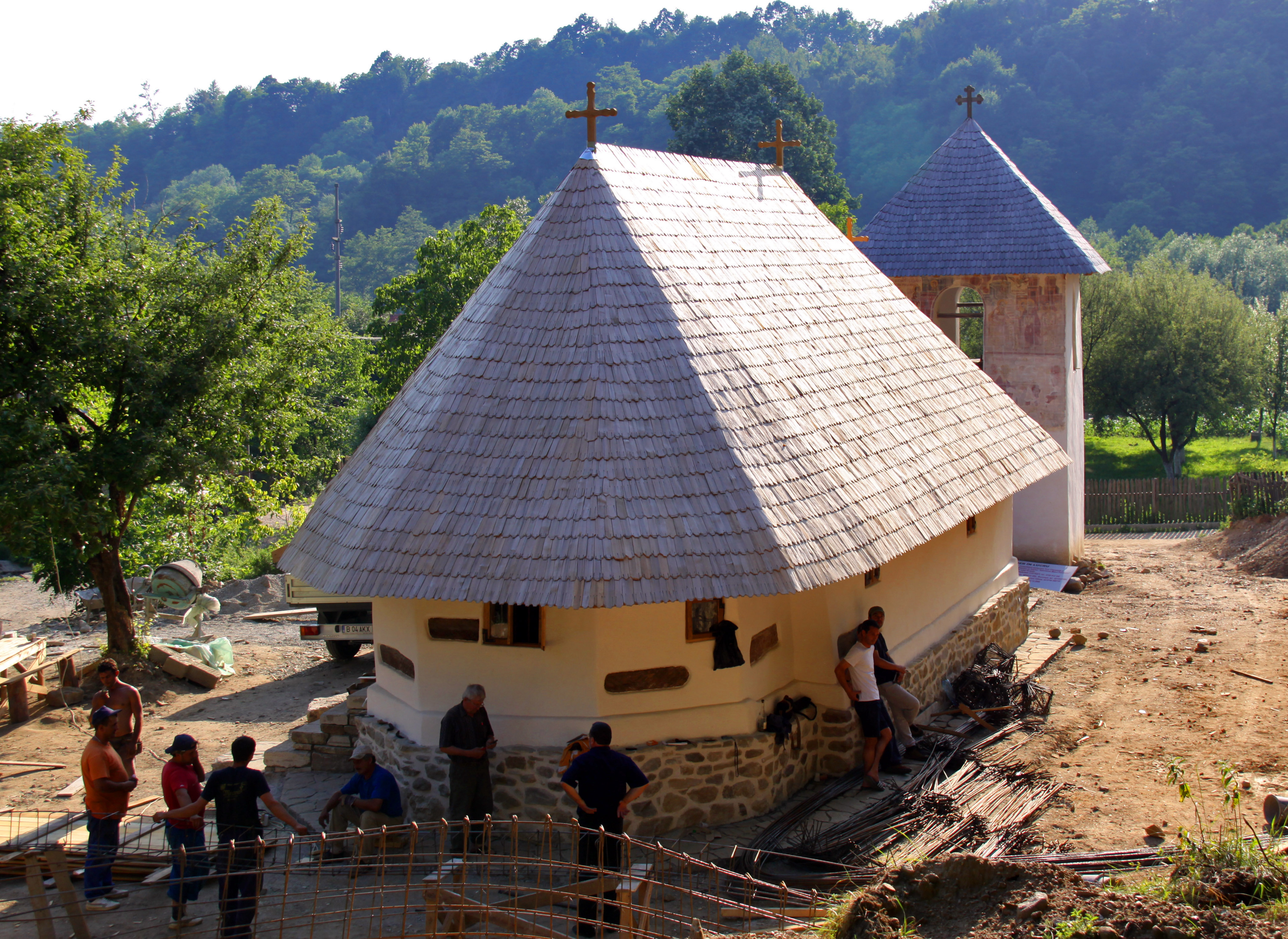
Biserica de lemn şi clopotniţ din Costeşti-Gruşetu în timpul restaurării, foto: 2009

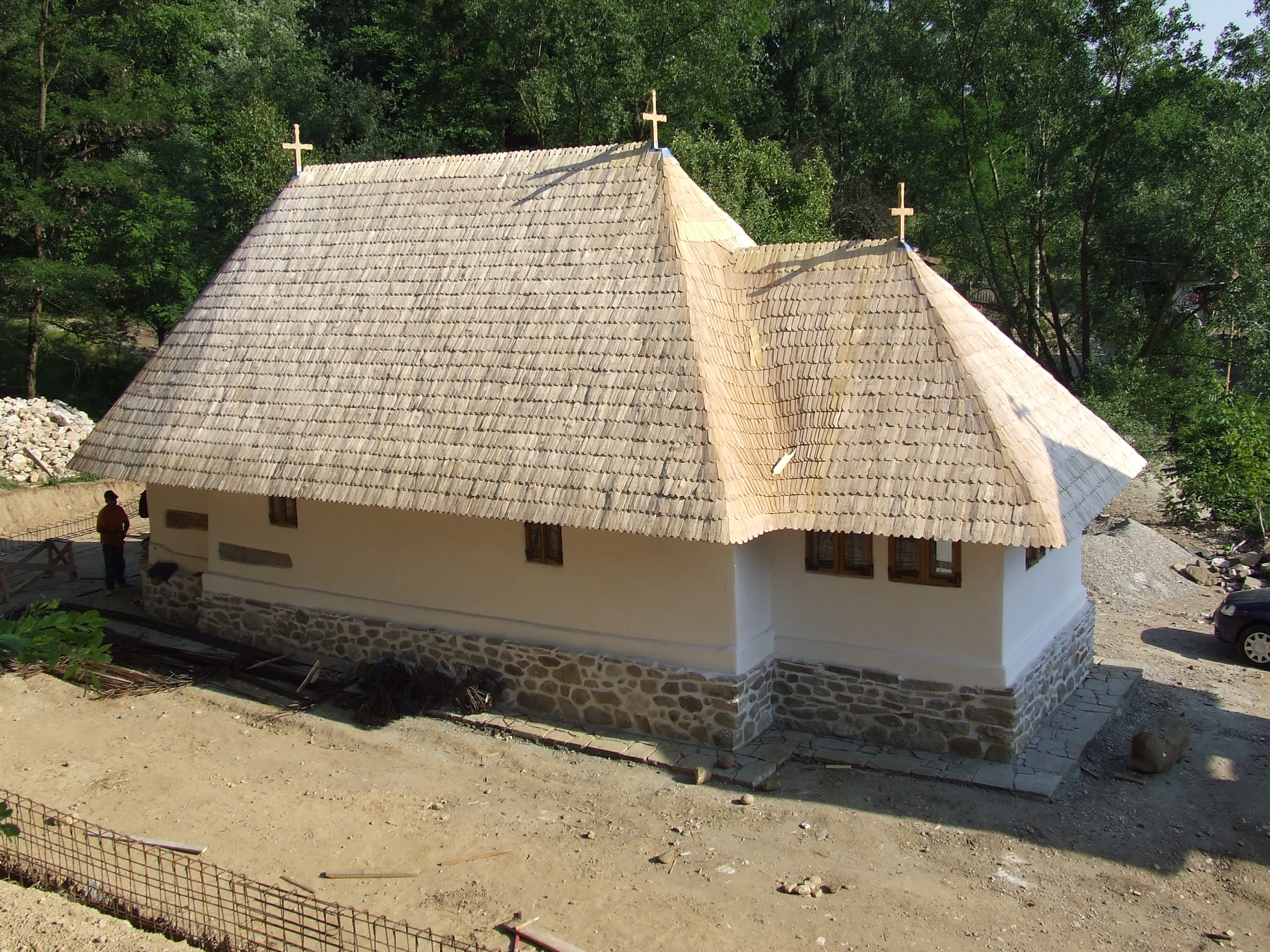
Biserica de lemn din Costeşti-Gruşetu, nord-vest, foto: 2009

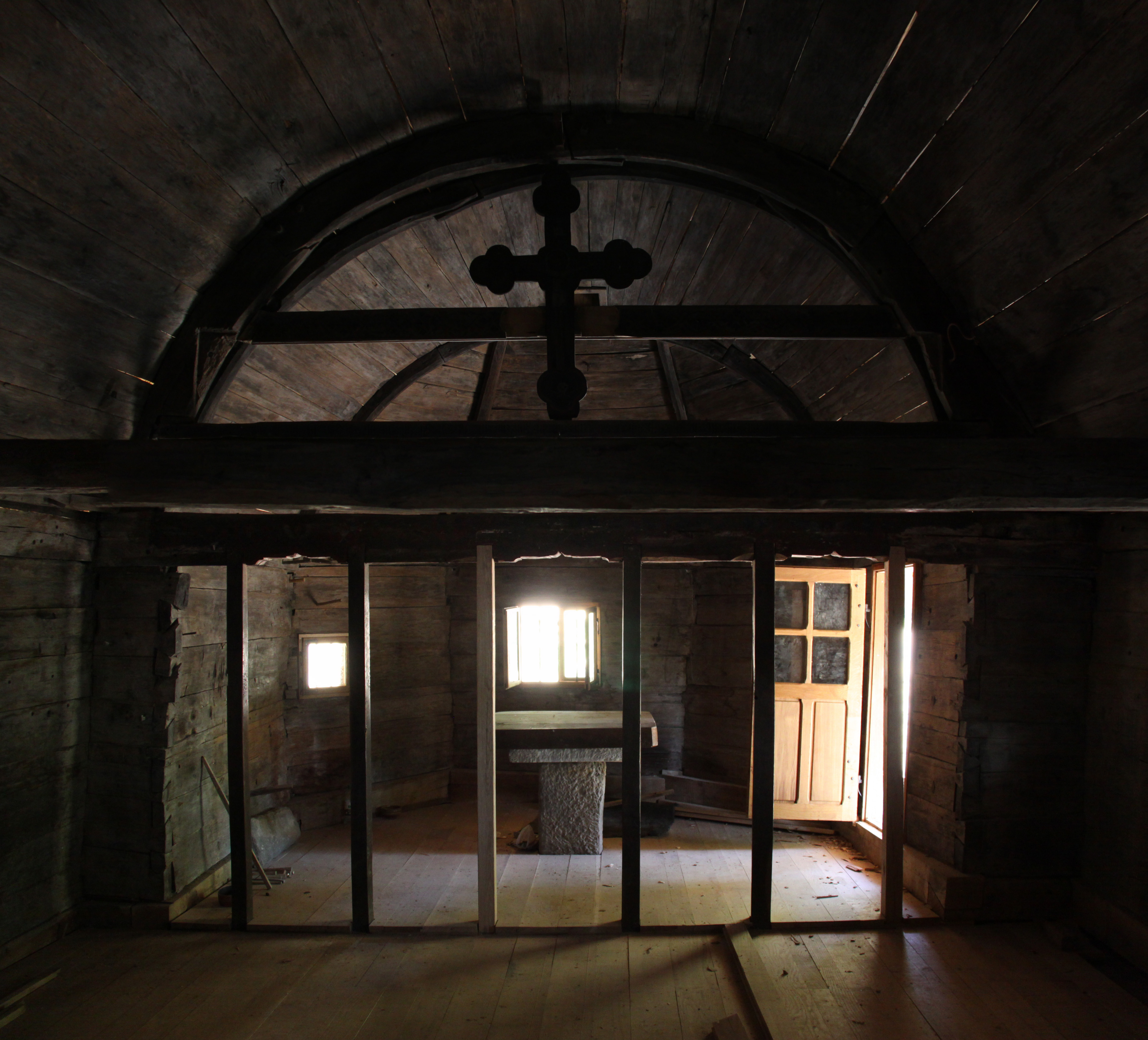
Interiorul naosului şi altarului, foto: 2009

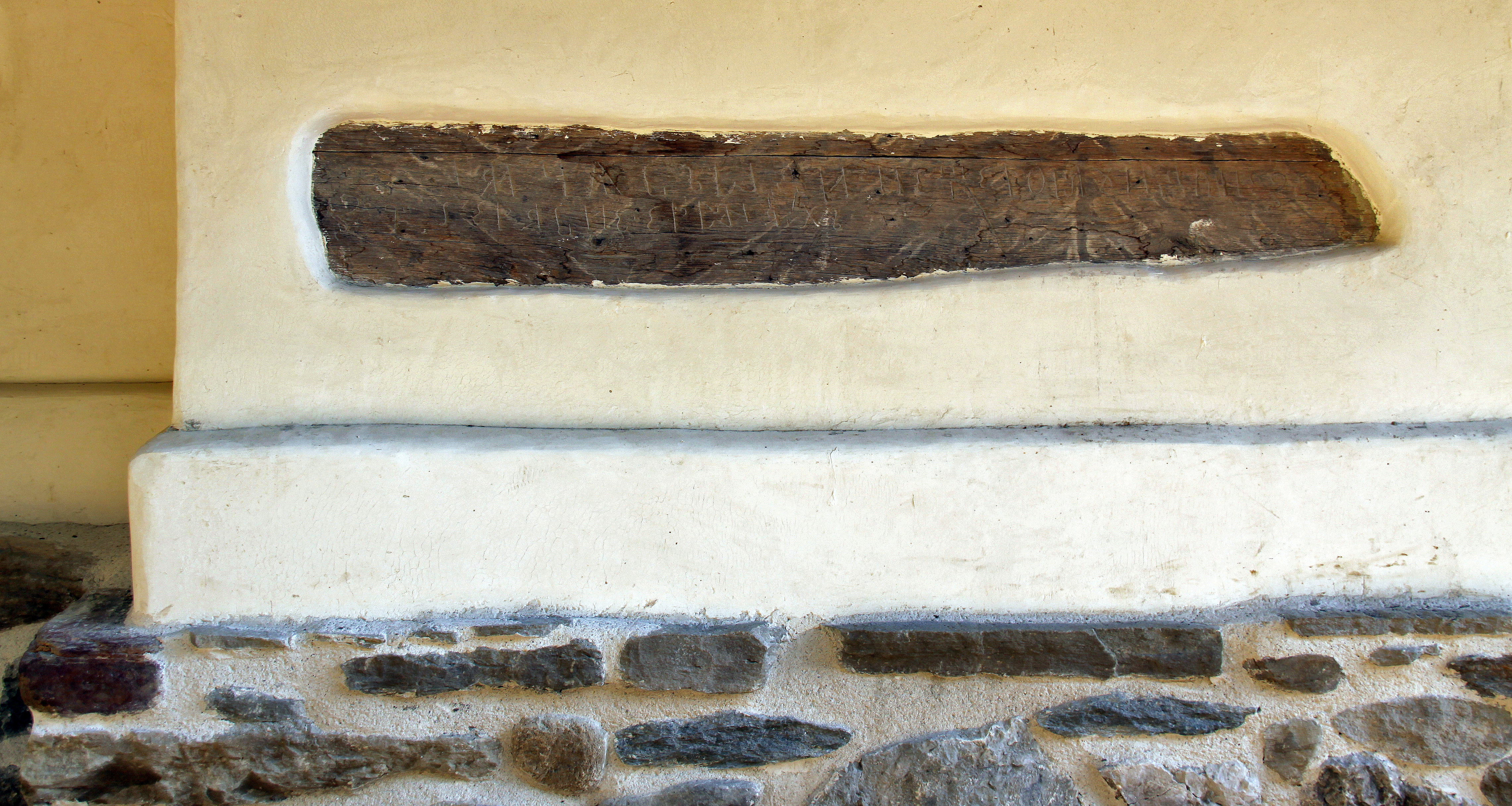
Inscripţie de la 7300, adică 1791-92 era noastră. Foto: 2009

Biserica de lemn din Grușetu se află în cătunul omonim din localitatea Costești, județul Vâlcea. Biserica poartă hramul „Adormirea Maicii Domnului” și este antedatată de o inscripție din anul 7300, era bizantină, adică anii 1791-1792 de la nașterea lui Christos. Se distinge prin numeroase inscripții de pomenire, pictura murală de la 1843 de pe clopotnița de zid și pictura exterioară de la 1892. Biserica este înscrisă pe noua listă a monumentelor istorice, LMI 2004: cod LMI VL-II-m-B-09731.

## Istoric
O biserică de lemn mai veche a fost ridicată în locul „Munteni”, probabil cea ridicată de Antonie, egumenul mănăstirii Bistrița, în anul 1751. Pe o evanghelie, ce aparținuse bisericii din Grușetu, se  păstrează o însemnare a ctitorului, care amintește că „la biserica cea din lemn de la satul Costești,  fiind și noi ctitori acolo la leat 7259; iar cine s-ar ispiti a o înstrăina de la această sfântă biserică, să aibă a se judeca cu Maica Precista. Antonie, arhimandrit Bistriții”.
La sfârșitul secolului 18 s-a construit actuala biserică din cătunul Grușetu de către arhimandritul Constandie Peloponisiotul (1796-1804), un alt egumen bistrițean. De la această refacere se păstrează pomelnicul, al cărui text a fost transcris și transmis posterității de către cercetătorul Aurel Sacerdoțeanu: „Pomelnicul sfintei și dumnezeiești biserici din satul Costești, unde se numește cătunul Grușetu…, unde se prăznuiește sfântul hram Adormirea Sfintei Slăvitei Născătoare de Dumnezeu și pururi Fecioara Maria și Sfântul Marele Mucenic Gheorghe, purtătorul de biruință. Care, această sfântă biserică din temelie s-a zidit și s-a înălțat în zilele Mării Sale Domnul Nostru Io Alexandru Constantin Moruzi voievod, cu blagoslovenia Prea Sfinții Sale părintele episcopal Râmnicului, Kir Nectarie, și cu toată osteneala Sfinției Sale, cinstitul părinte arhimandrit egumenul Bistriței, Kir Constandie Peloponisiotul, întru cinstea și mărirea numelui marelui Dumnezeu și a Prea Curatei Sale Maici, ca să fie Sfinției Sale veșnică  pomenire.  Și s-a scris  acest ctitoricesc Pomelnic. La leat 1804. Ilie D. Merlă, zugravul”. De remarcat că voievodul Alexandru Moruzi a domnit în Țara Românească între ianuarie 1793 - august 1796 și martie 1799 - octombrie 1801. Așadar anul 1804 datează pomelnicul și nu refacerea bisericii de lemn. Pe pereții bisericii au fost dealtfel dezvelite în timpul renovărilor din 2009 nu mai puțin de 8 inscripții de pomenire ale unor preoți, slujitori la această biserică. Cea mai veche dintre ele are următorul text cioplit în peretele de nord al navei: „Aicia să odignește robu lui D[u]mnezeu Gherasie eromonahu 7300”. Aceasta datează cert ridicarea lăcașului înainte de anul 1804, surprins în pomelnic.
Crucea bisericii, păstrată fragmentar, este datată din 7329, era bizantină, adică anii 1819-20, și poartă următorul text, pe față: „cu ajutorul Sfintei Troițe au ridicat această sfăntă cruce în hramu ...” și pe lateral: „7329 Nicolae Costa...”.
În fața bisericii stă o clopotniță de zid a cărei frumoasă pictură murală este datată pe latura de sud din „1843 iulie 22”. 
Pereții bisericii au fost acoperiți cu mortar și pictați în anul 1892, după cum reiese din însemnarea de pe un tablou exterior: „Acest sf: tablou sa plătit de Pavel Dumitrescu tâmplar din Costesci. 1892”. Pe tabloul din dreapta intrării în biserică se pot citi în completare: „Acest sf: tablou sa plătit de George Balintescu și Cos: Balintescu. de L. Dimitrescu”. Cel din urmă semnat este desigur zugravul picturii murale. Tot atunci probabil a fost biserica ridicată pe fundație nouă, în aceasta fiind folosite pietre de mormânt din anii 1826, 1843 și 1864. Cu această ocazie biserica a primit aspectul unei construcții de zid, conform practicii din secolul 19 în zona Vâlcii.

## Imagini

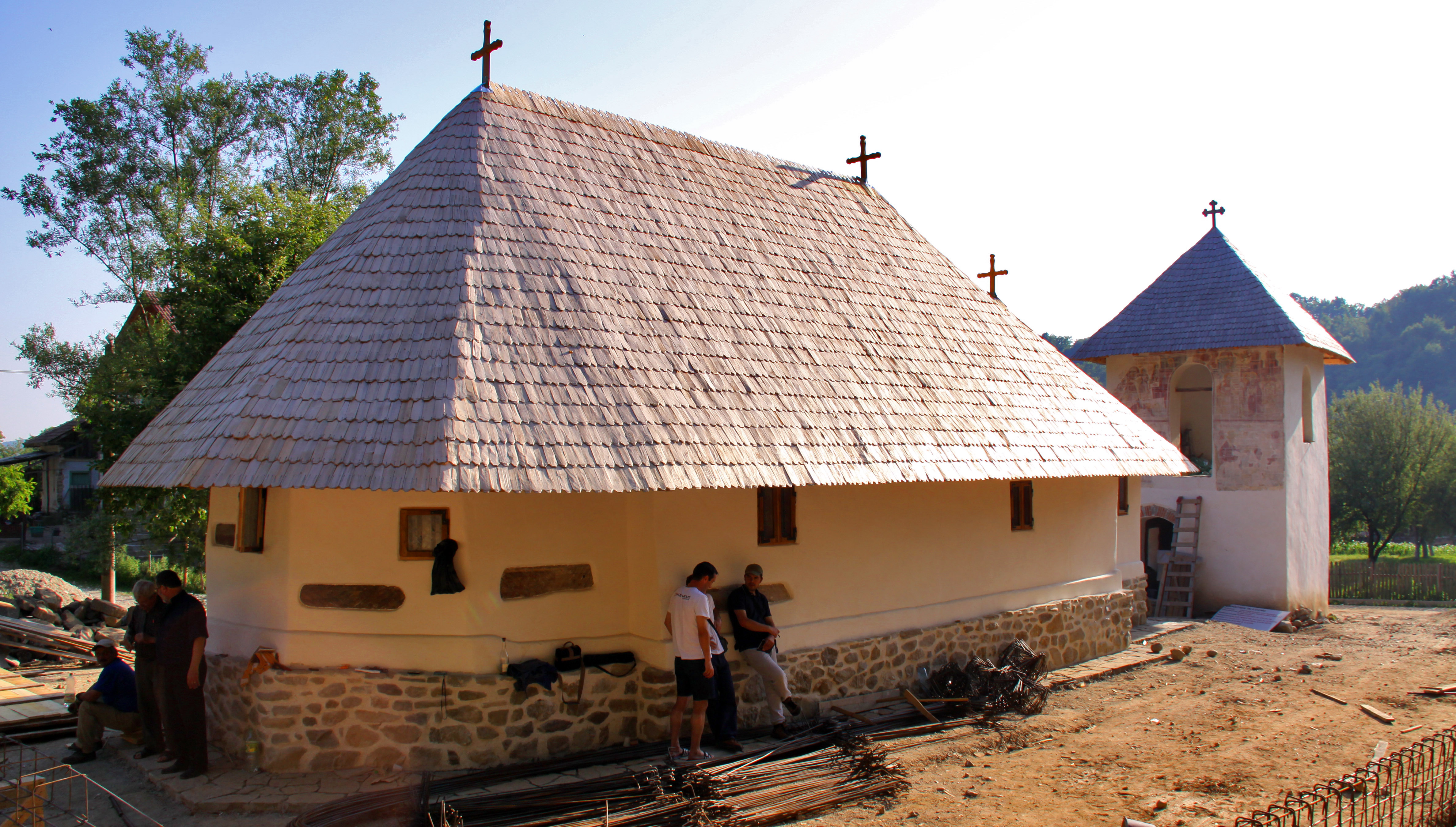
biserica și clopotnița în timpul renovării
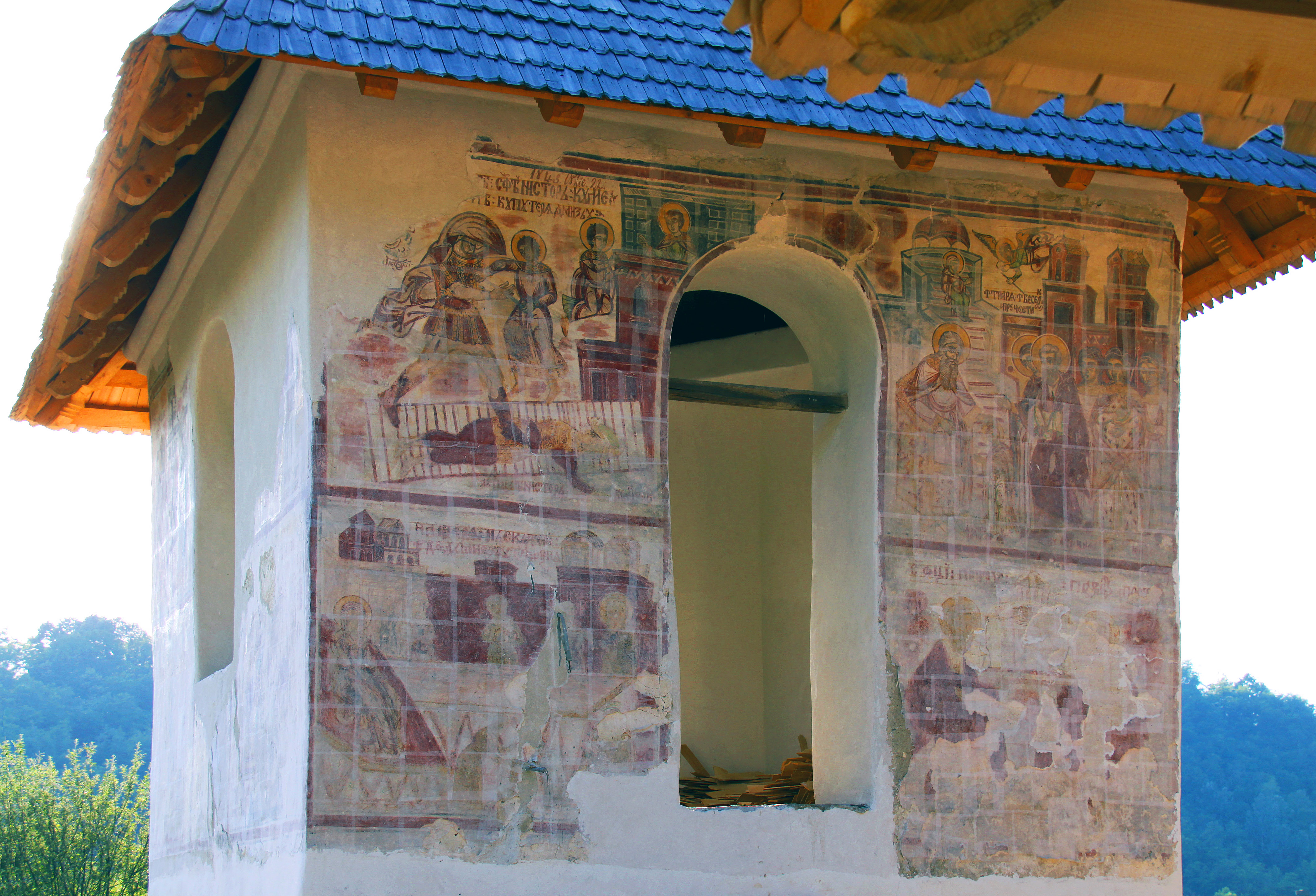
pictura pe clopotniță, 1843
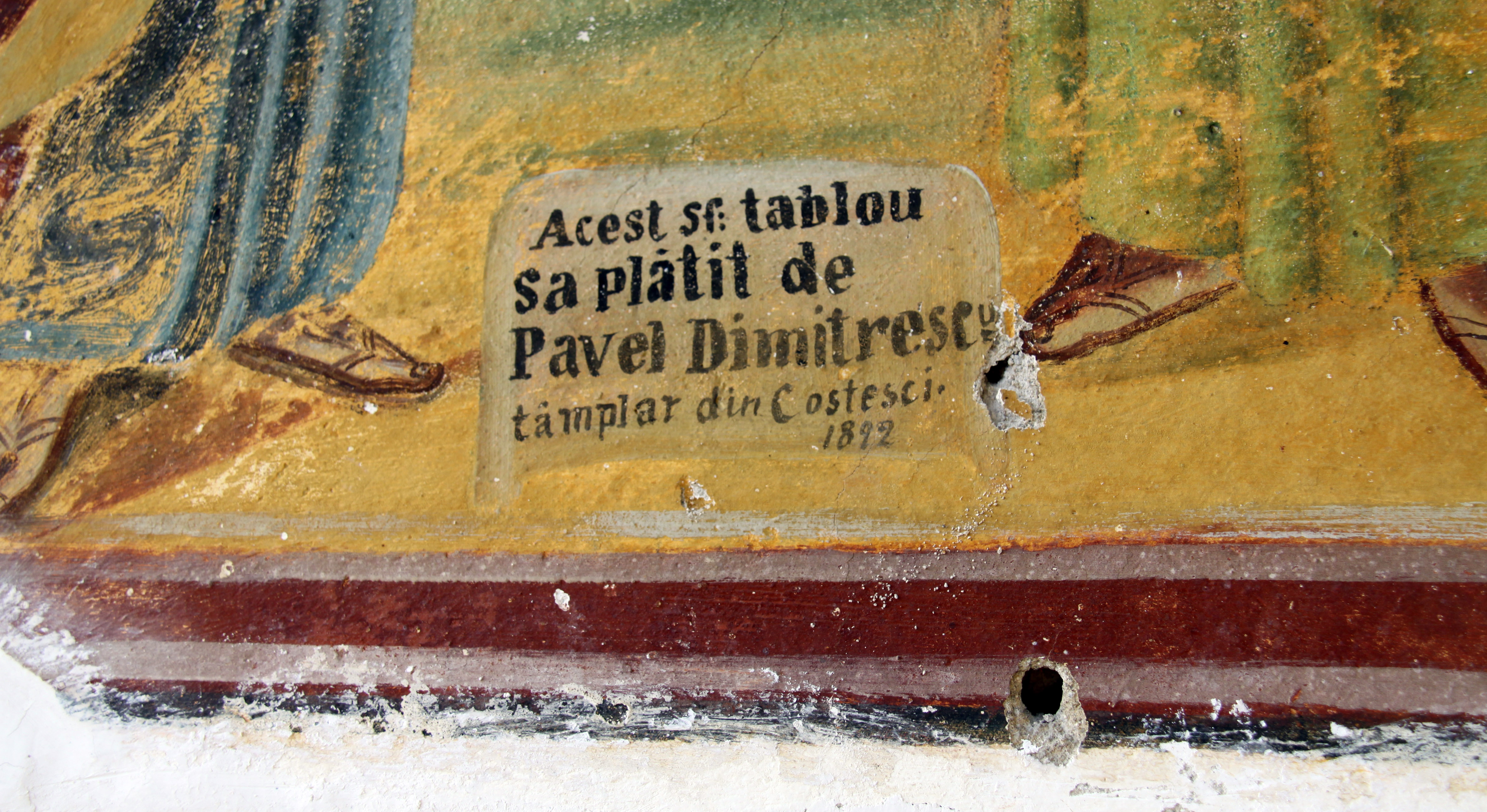
pictura exterioară, 1892
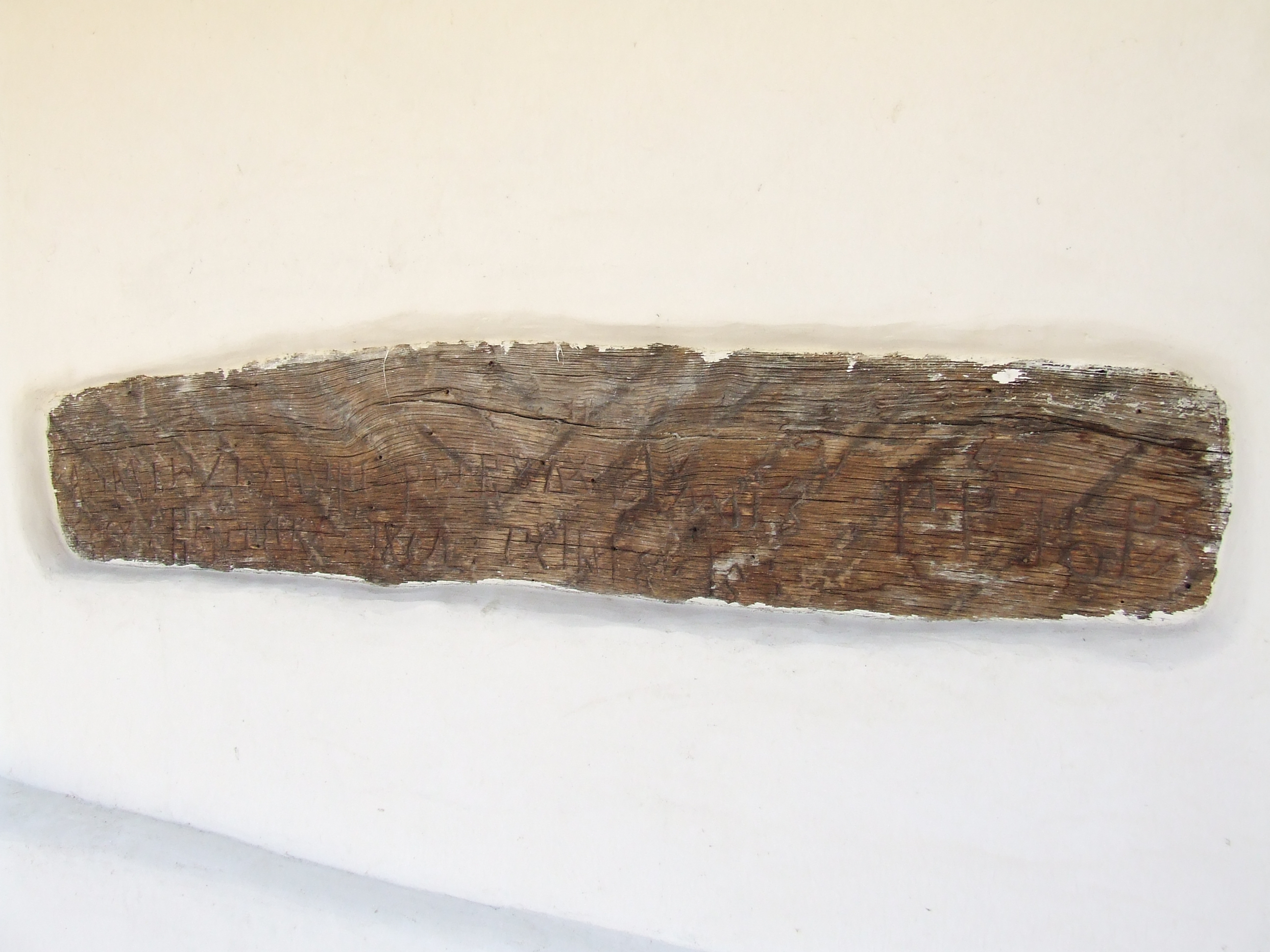
inscripție de pomenire pe exterior
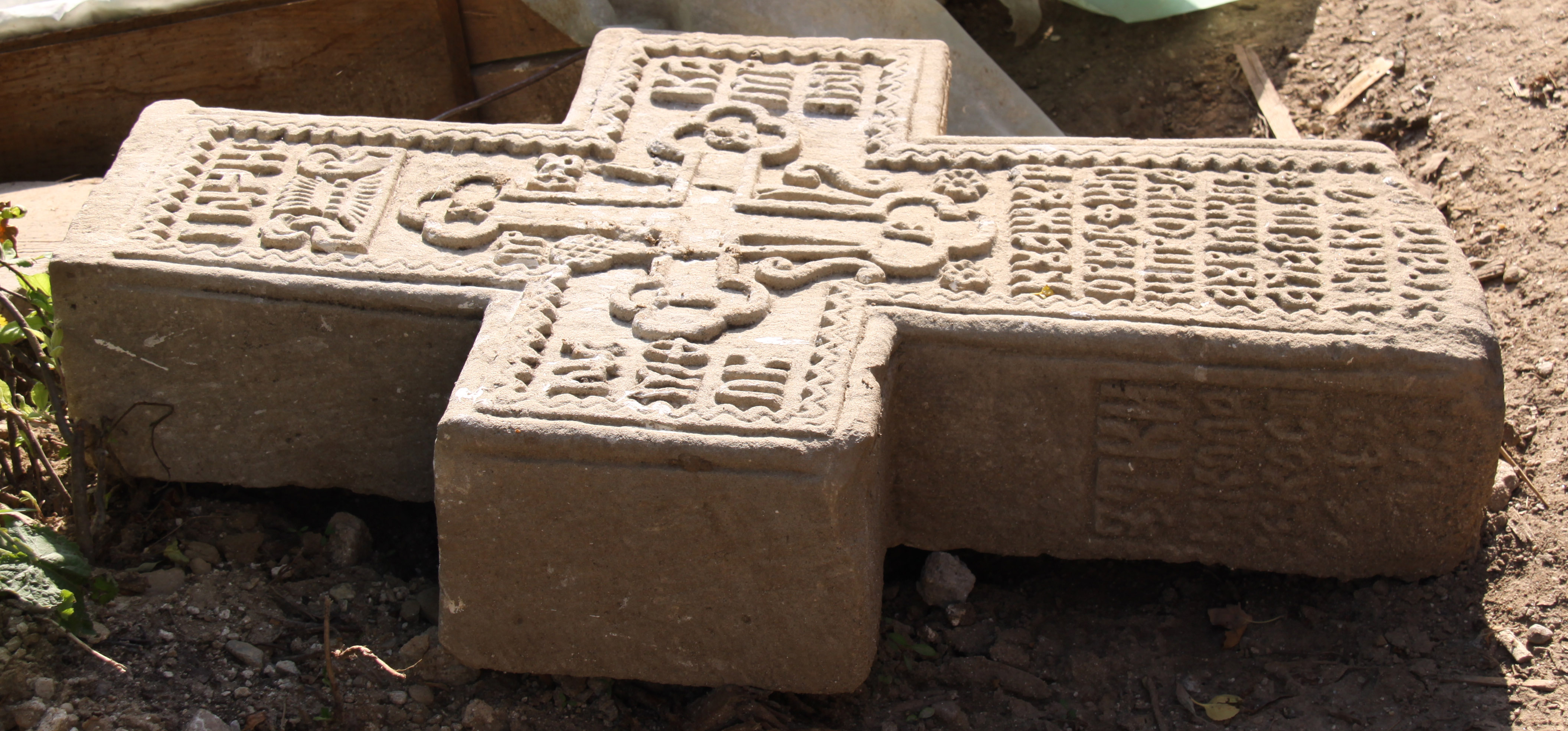
crucea de piatră a bisericii, 7329

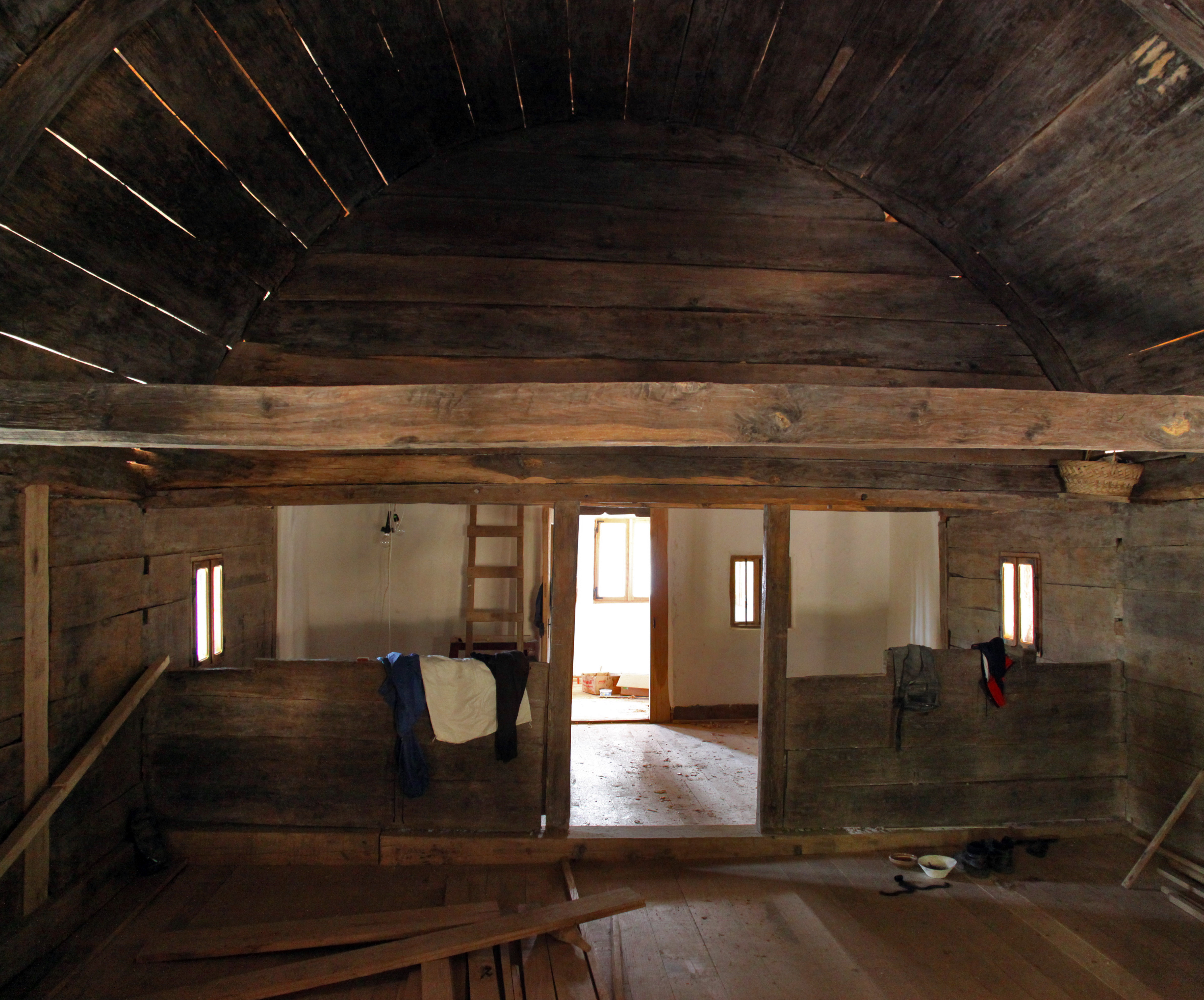
interior navă, apus
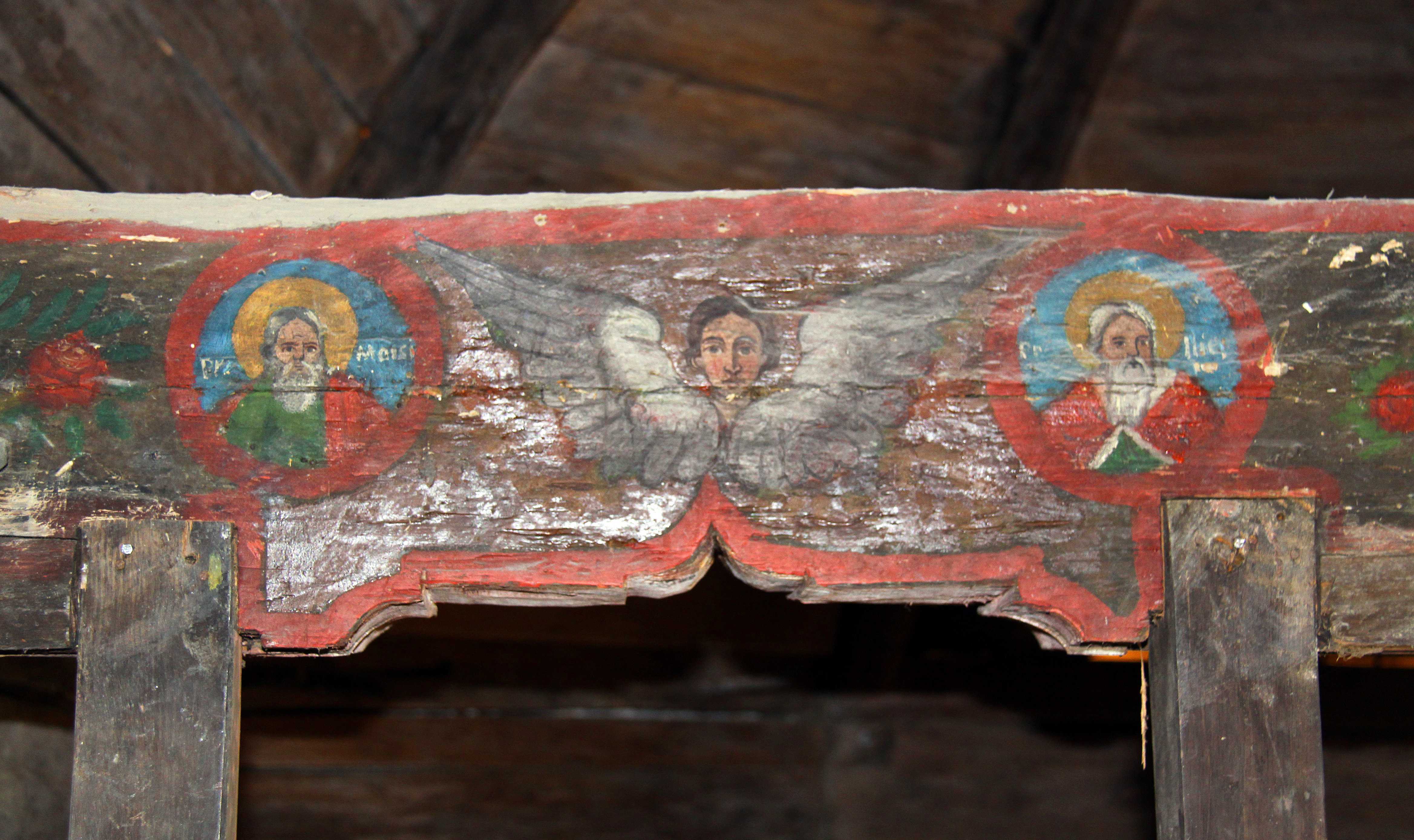
pictura pe grindă iconostas, 1892
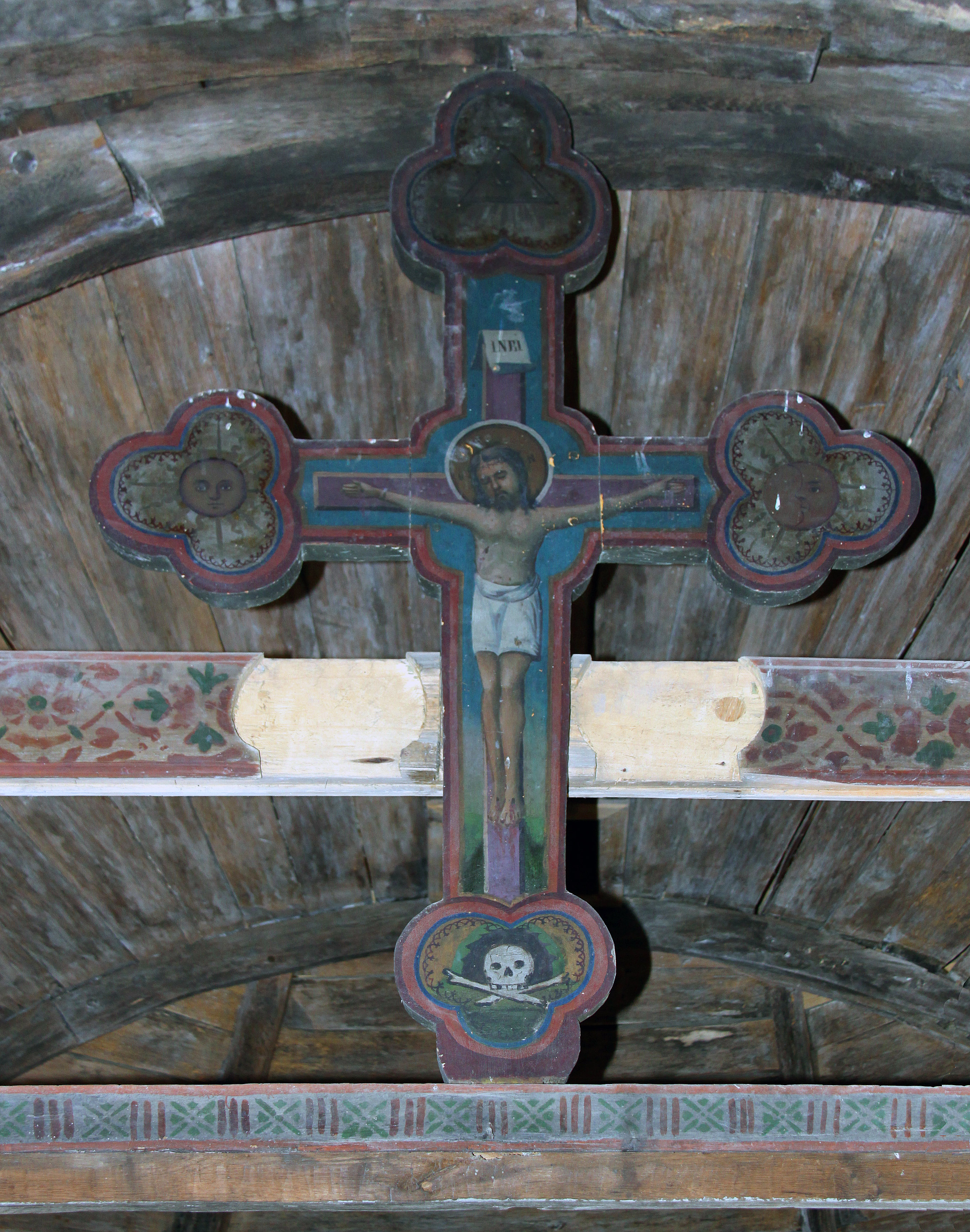
crucea iconostasului
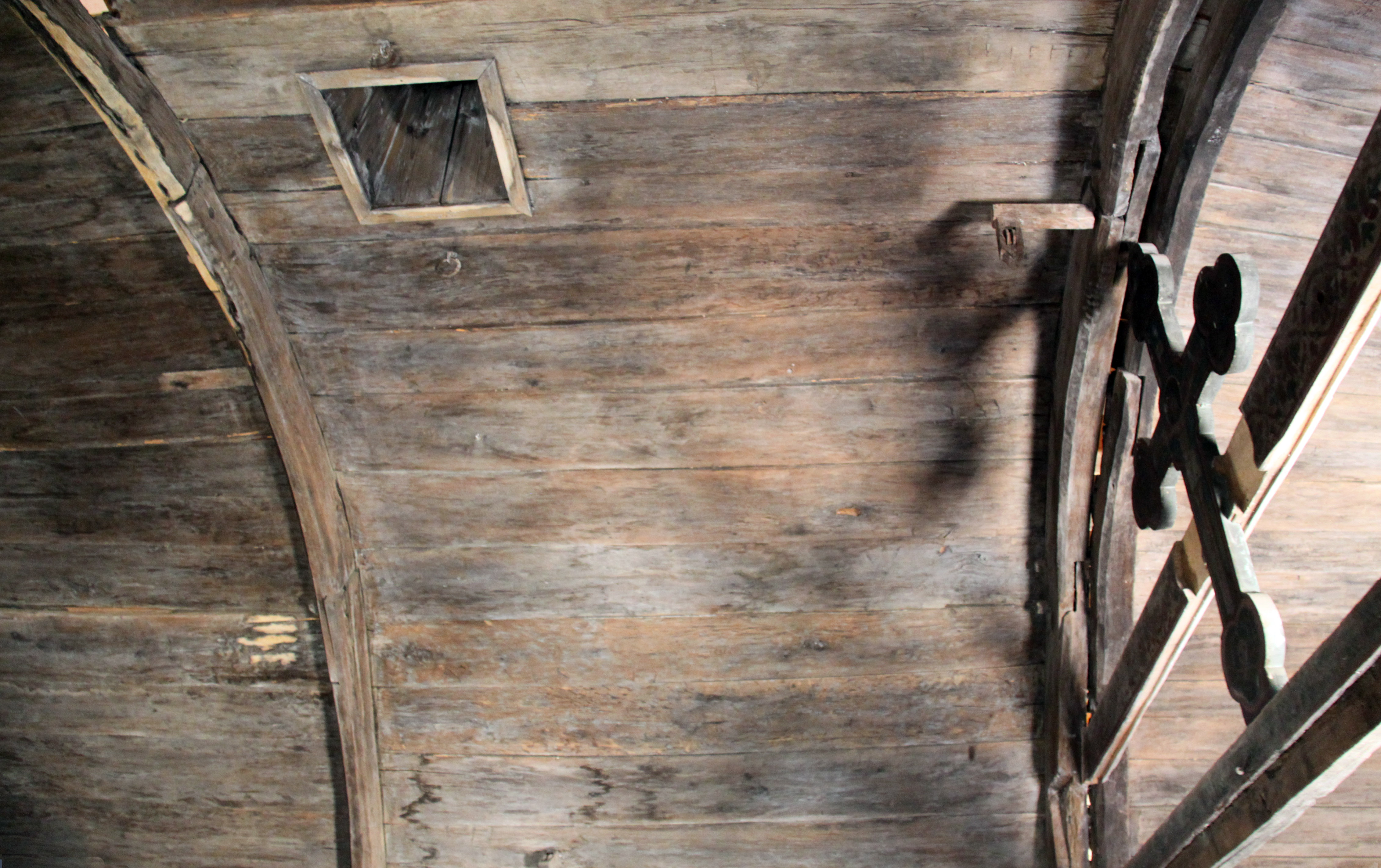
boltă cu răsuflător în naos
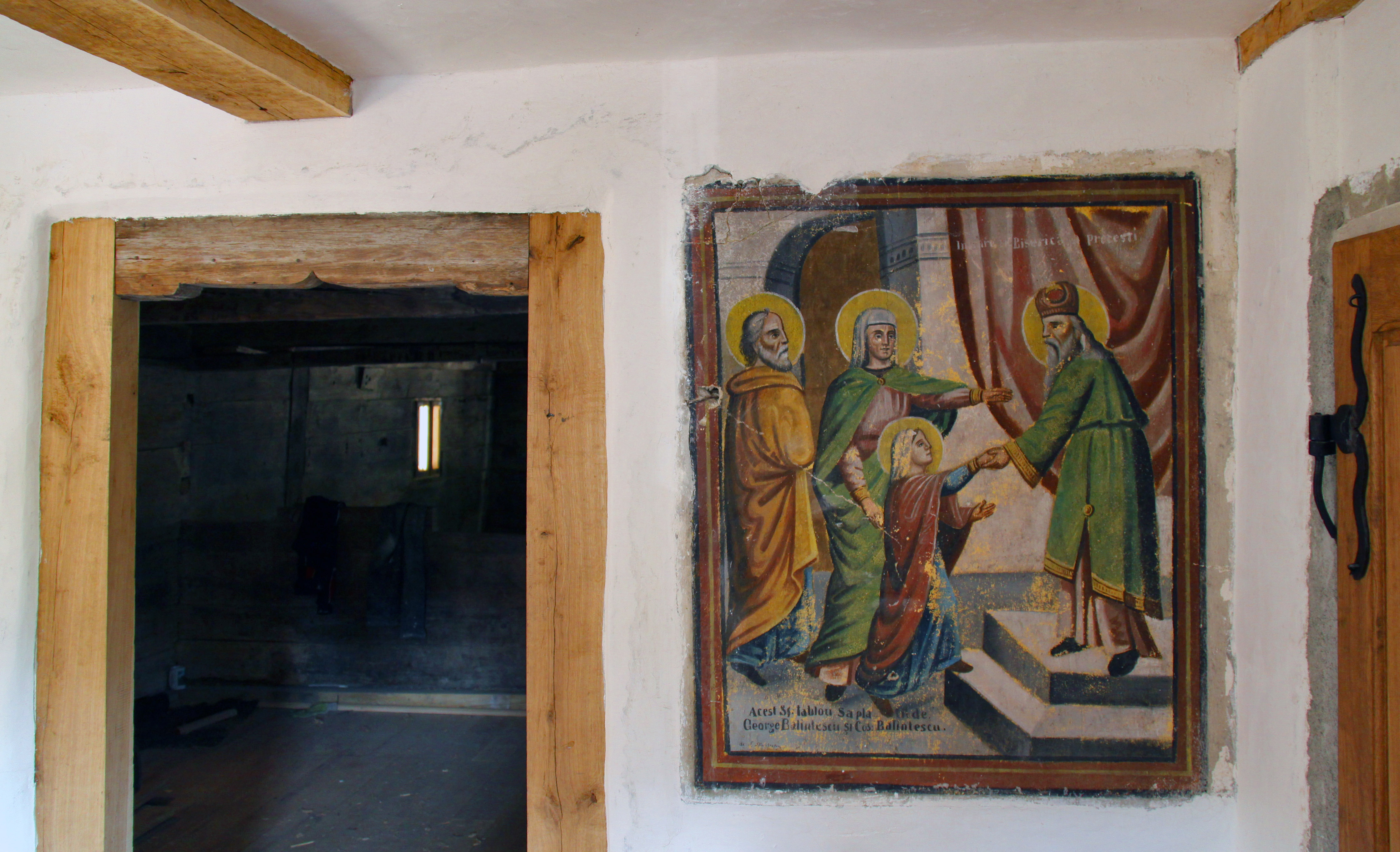
pictura la intrare, 1892